# Moritz Schaffner
Moritz Schaffner (* 15. Oktober 1993 in München) ist ein deutscher Radsportler und Triathlet.

## Sportliche Laufbahn
2011 belegte Moritz Schaffner bei seinen ersten deutschen Bahnmeisterschaften den dritten Rang in der Einerverfolgung der Junioren, wodurch er sich für eine Teilnahme bei den Bahnweltmeisterschaften in Moskau qualifizierte. Dort wurde er Vize-Weltmeister der Junioren in der Einerverfolgung und stellte dabei eine neue deutsche Rekordzeit auf.
Ab 2012 startete Schaffner in der Elite-Klasse und wurde 2012 deutscher Vize-Meister in der Einerverfolgung, bei der Europameisterschaft konnte er den fünften Rang belegen. Bei den deutschen Meisterschaften 2014 in Cottbus wiederholte er den zweiten Rang in der Einerverfolgung.
Nach einer knapp dreijährigen Rennpause bestritt Moritz Schaffner im Frühjahr 2019 im Trikot des RSV Götting-Bruckmühl erstmals wieder Radrennen. Für den SC 53 Landshut startet er im Triathlon; bei seinem Debüt im Juli 2019 wurde er bayrischer Meister.